# Austen Chamberlain
Joseph Austen Chamberlain (Birmingham, 16 oktober 1863 – Londen, 16 maart 1937) was een Brits minister van Buitenlandse Zaken die in 1925 de Nobelprijs voor de Vrede ontving. Chamberlain, een halfbroer van premier Neville Chamberlain, was een van de prominenten die in de jaren 1930 waarschuwden voor de oorlogsdreiging van Adolf Hitlers Duitsland.
Als minister van Buitenlandse Zaken (1924-1929) speelde hij een belangrijke rol in het bewaren van de vrede in Europa in de moeilijke periode tussen de twee wereldoorlogen. Chamberlain wist de Entente Cordiale tussen Groot-Brittannië en Frankrijk in stand te houden na de Franse bezetting van het Ruhrgebied in 1923-1924. In 1925 speelde hij een belangrijke rol bij het tot stand komen van het Verdrag van Locarno, waarmee Duitsland, België en Frankrijk elkaars grenzen erkenden en Duitsland lid mocht worden van de Volkenbond. Chamberlain wist ook de Britse regering te overtuigen om zich bij het Briand-Kellogg-pact (1928) aan te sluiten.
Austen Chamberlain is vooral bekend gebleven voor de totstandkoming van het Verdrag van Locarno in 1925, waardoor de internationale spanning van de jaren na de Eerste Wereldoorlog afnam. Hij kreeg hiervoor de Nobelprijs voor de Vrede samen met Charles Gates Dawes. Ook werd hij geïnstalleerd als ridder in de Orde van de Kousenband. De Franse en Duitse ministers van Buitenlandse Zaken die samen met Chamberlain het Verdrag van Locarno tot stand brachten, respectievelijk Aristide Briand en Gustav Stresemann, deelden de Nobelvredesprijs met Chamberlain in 1926.

## Jeugd
Austen Chamberlain was de oudste zoon van de invloedrijke Britse politicus Joseph Chamberlain. Zijn moeder Harriet Kenrick stierf tijdens de geboorte. Zijn vader hertrouwde met Harriets nicht Florence en kreeg nog meer kinderen, waaronder de latere Britse premier Neville Chamberlain.
Hij studeerde aan Trinity College in Cambridge, aan het Institut d'Études Politiques de Paris (Sciences Po) in Parijs en aan de universiteit van Berlijn. Tijdens zijn periode in Parijs en Berlijn ontmoette hij invloedrijke personen als Otto von Bismarck, Georges Clemenceau en Alexandre Ribot.

## Vroege politieke carrière
In 1892 keerde hij terug naar Groot-Brittannië en werd vier jaar later, op 29-jarige leeftijd, verkozen als lid van het Brits parlement voor zijn vaders partij, de Liberal Unionist Party. Na de grote verkiezingsoverwinning van de Liberal Unionist Party en geallieerde Conservative Party in 1895 werd Chamberlain benoemd tot Civil Lord of the Admiralty, een van de leden van de Admiralty die de Britse Royal Navy bestuurde. Vijf jaar later kreeg hij de post van Financial Secretary to the Treasury, een onderminister van het Ministerie van Financiële Zaken. In 1902 koos de nieuwe premier Arthur James Balfour hem als Postmaster General, de minister voor Post en Telecommunicatie. Nadat een conflict tussen Balfour en Austens machtige vader Joseph Chamberlain bijgelegd werd, benoemde Balfour hem in 1903 tot Chancellor of the Exchequer, de Britse minister van Financiën. Hij hield deze functie tot Balfours regering in 1905 viel.
Balfour trad af als leider van de Conservative Party (die met Chamberlains Liberal Unionist Party gefuseerd was) in 1911 en schoof Chamberlain als zijn opvolger naar voren. Het werd echter duidelijk dat de meeste parlementsleden van de Conservative Party een voorkeur genoten voor andere kandidaten. Uiteindelijk trok Chamberlain zich terug als kandidaat en werd Andrew Bonar Law als nieuwe voorman van de partij gekozen. Chamberlain wist hiermee de Conservative- en Liberal Unionist Party-delen van de gefuseerde partij bijeen te houden, maar verspeelde wel zijn kans om partijleider en premier te worden.
In 1915, na het uitbreken van de Eerste Wereldoorlog kreeg Chamberlain nogmaals een regeringspost, ditmaal als Secretary of State for India (minister voor India) toen de conservatieven toetraden tot een coalitie onder de liberale eerste minister Herbert Henry Asquith en bleef dat toen Asquith eind 1916 vervangen werd door zijn partijgenoot David Lloyd George. Chamberlain trad in 1917 af, na het falen van de veldtocht van de Brits-Indische troepen in Mesopotamië - het huidige Irak. Hoewel hijzelf geen schuld trof bij het falen van deze militaire operaties, nam hij als minister wel de politieke verantwoordelijkheid. Zijn aftreden deed zijn reputatie geen kwaad.  
In april 1918 keerde hij terug in de regering als lid van het Oorlogskabinet zonder portefeuille. Na het ingaan van de wapenstilstand werd hij begin 1919 opnieuw minister van Financiën in het kabinet van Lloyd George. Hij behield deze post tot 1921, toen hij leider van de Conservative Party werd als opvolger van Bonar Law. Tegelijk volgde hij Bonar Law op als Lord Privy Seal en leider van het Lagerhuis.
Chamberlain steunde de regering van David Lloyd George, een coalitie tussen de Conservative Party en Liberal Party. Toen deze coalitie echter de steun van de conservatieven verloor, moest Chamberlain in 1922 aftreden als partijleider. Daarmee verloor hij nogmaals zicht op de premierspost. Bonar Law volgde hem op en werd meteen daarna premier van een nieuwe conservatieve regering.

## Minister van Buitenlandse Zaken
Na Bonar Laws dood in 1923 werd Chamberlain opnieuw gepasseerd en Stanley Baldwin verkozen tot nieuwe partijleider. Baldwin werd premier na de verkiezingen van 1924 en wees Chamberlain aan als minister van Buitenlandse Zaken. 
Als hoofd van de Britse diplomatie wist Chamberlain de Entente Cordiale tussen Groot-Brittannië en Frankrijk in stand te houden na de Franse bezetting van het Ruhrgebied in 1923-1924. In 1925 speelde hij een belangrijke rol bij het tot stand komen van het Verdrag van Locarno, waarmee Duitsland, België en Frankrijk elkaars grenzen erkenden en Duitsland lid mocht worden van de Volkenbond. Hij wist ook de Britse regering te overtuigen om zich bij het Briand-Kellogg-pact (1928) aan te sluiten.
Voor zijn verdiensten bij het tot stand komen van Verdrag van Locarno deelde hij in 1925 de Nobelprijs voor de Vrede met Charles Gates Dawes. Ook werd hij geïnstalleerd als ridder in de Orde van de Kousenband. De Franse en Duitse ministers van Buitenlandse Zaken die samen met Chamberlain het Verdrag van Locarno tot stand brachten, respectievelijk Aristide Briand en Gustav Stresemann, deelden de Nobelvredesprijs in 1926.

## Latere politieke carrière
Chamberlain bleef minister tot 1929, toen de regering van Baldwin viel. Hij keerde nog kortstondig terug in de Britse regering in 1931 als First Lord of the Admiralty, hoofd van het bestuur van de Royal Navy, maar trok zich terug na de Invergordon Mutiny, een staking van Britse marinesoldaten.
Chamberlain bleef tot 1937 in het Brits parlement als backbencher. In de periode 1934-1937 was hij, samen met Winston Churchill, Roger Keyes en Leo Amery, een prominente voorstander van een snelle Britse herbewapening als reactie op de Duitse herbewapening onder Adolf Hitler.